# Iglesia de Nuestra Señora de los Ángeles (Fuente la Reina)
La iglesia de Nuestra Señora de los Ángeles de Fuente la Reina, en la comarca de Alto Mijares, es un lugar de culto catalogado como Bien de Relevancia Local, según la Disposición Adicional Quinta de la Ley 5/2007, de 9 de febrero, de la Generalitat, de modificación de la Ley 4/1998, de 11 de junio, del Patrimonio Cultural Valenciano (DOCV Núm. 5.449 / 13/02/2007), con código 12.08.063-001.
Pertenece a la Diócesis de Segorbe-Castellón, estando incluida en el arciprestazgo 2, conocido como San Antonio Abad, con sede en Jérica.
Se trata de un edificio religioso típico del siglo XVII, de gran belleza aunque se nota que en su construcción no se utilizaron muchos recursos económicos, lo que queda patente en su reducido tamaño.